# Chareil-Cintrat
Chareil-Cintrat település Franciaországban, Allier megyében. Lakosainak száma 385 fő (2022. január 1.). Chareil-Cintrat Bayet, Cesset, Étroussat, Fleuriel, Fourilles, Montord és Saint-Pourçain-sur-Sioule községekkel határos.

## Népesség
A település népességének változása:
| Lakosok száma | 479  | 316  | 311  | 335  | 364  | 360  | 358  | 359  | 367  | 385  |
|               | 1968 | 1982 | 1990 | 2006 | 2013 | 2015 | 2017 | 2019 | 2020 | 2022 |